# Magleby Sogn (Slagelse Kommune)
Magleby Sogn 
ist eine Kirchspielsgemeinde (dän.: Sogn)
auf der Insel Sjælland in Dänemark.
Bis 1970 gehörte sie zur Harde Vester Flakkebjerg Herred im damaligen Sorø Amt, danach zur Skælskør Kommune im Vestsjællands Amt, die im Zuge der  Kommunalreform zum 1. Januar 2007 in der Slagelse Kommune in der Region Sjælland aufgegangen ist.
Im Kirchspiel leben 500 Einwohner (Stand: 1. Januar 2023).
Im Kirchspiel liegt die Kirche „Magleby Kirke“.
Nachbargemeinden sind im Norden Skælskør Sogn und Eggeslevmagle Sogn und im Osten Tjæreby Sogn.